# 志賀中野有料道路

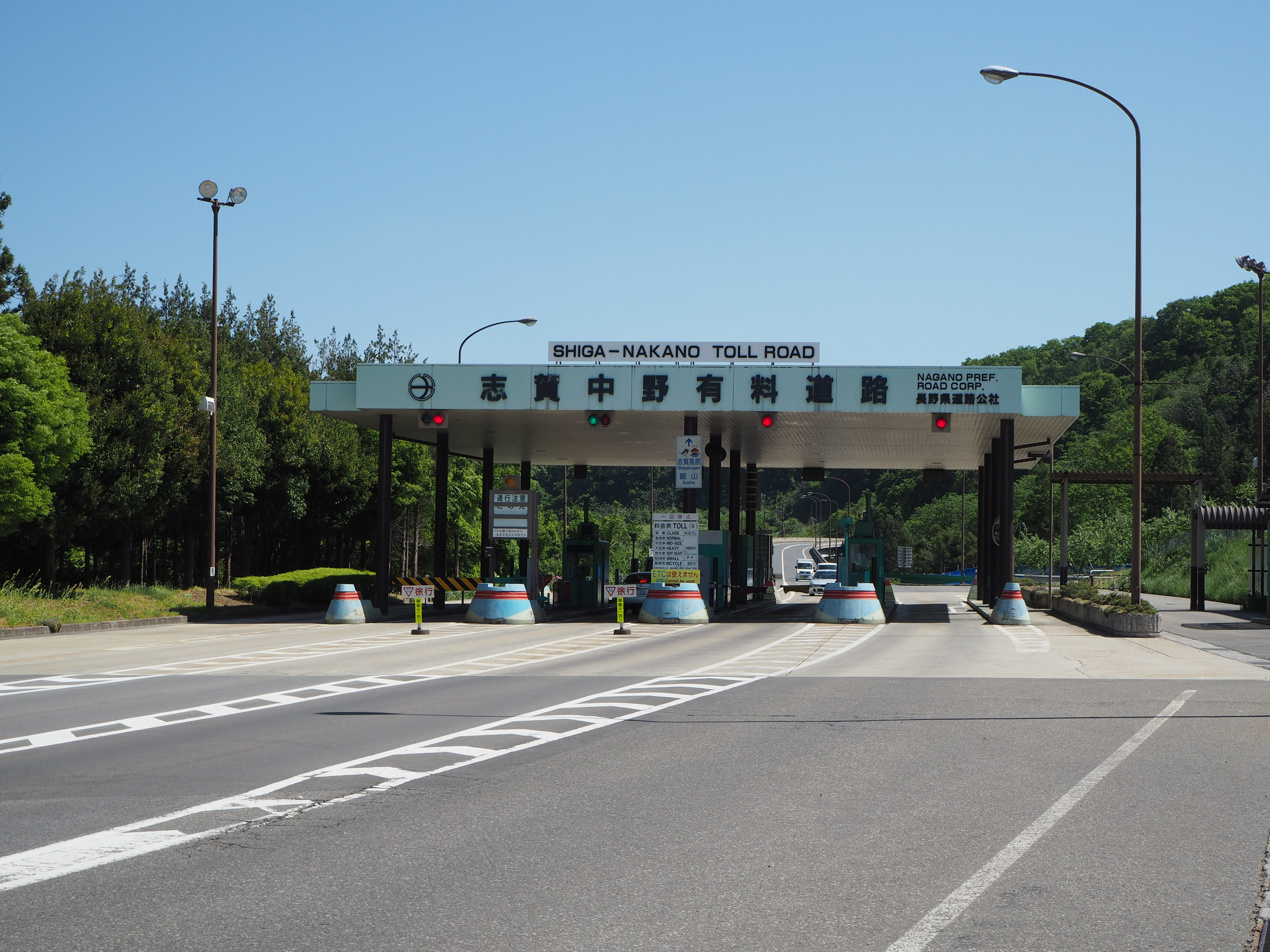
料金所（2019年5月）

志賀中野有料道路（しがなかのゆうりょうどうろ）は、長野県中野市にあった有料道路である。長野県道路公社が管理していた。
2025年（令和7年）3月16日に無料開放され、同時に管理を公社から長野県（北信建設事務所）に移管された。

## 概要
1980年代より中野市の市街地拡大、志賀高原及び山ノ内温泉郷への観光客やスキー客による交通量の増大の影響で中野市江部や七瀬で交通渋滞が発生していた。また、上信越自動車道信州中野ICの供用開始による交通量増加や、1998年長野オリンピックの志賀高原会場へのアクセス道路になると見込まれていた。トンネル区間を挟むため建設事業費が高額になることから、有料道路として計画された。
信州中野IC入口交差点・七瀬交差点間のバイパス道路であるが、開通前よりあった長野県道29号中野豊野線と国道403号を利用しても、所要時間がさほど変わらないこと、また通行料金への抵抗などから、日常的な利用率は伸び悩んでいた。それでも、開通から30年間で約4500万台が利用していた。

### 路線データ
- 路線名 長野県道29号中野豊野線
  - 起点 長野県中野市栗林
  - 終点 長野県中野市吉田
- 全長 3,165 m
  - 栗林高架橋 325 m
  - 中野トンネル 720 m
  - 七瀬高架橋 334 m
- 道路区分 第3種第2級
- 全幅 10.0 m
  - 車道幅員 7.0 m
- 車線数 2車線
- 設計速度 60 km/h （ほぼ全線にわたり駐停車禁止である）
- 料金徴収期間 1995年（平成7年）3月16日 - 2025年（令和7年）3月15日（30年間）[5]

### 通行料金
2006年4月1日から2008年3月31日まで料金値下げ実験が開始され、下記の料金に変更された。
この料金値下げ実験は毎年度延長の措置が行われており、現時点では2025年3月15日の料金徴収期間満了まで実施された。
6時から22時まで
- 軽車両等 30円
- 軽自動車等 100円
- 普通車 100円
- 中型車 100円
- 大型車 100円
- 特大車 100円

22時から翌6時まで
- 全車種 無料

2006年3月31日までの通行料金は下記の通りである。
- 軽車両等 30円
- 軽自動車等 250円
- 普通車 300円
- 中型車 300円
- 大型車 450円
- 特大車 850円

## 沿革
- 1989年（平成元年）4月27日 - 中野工事事務所開所。
- 1989年（平成元年）7月6日 - 志賀中野有料道路建設事業許可申請。
- 1989年（平成元年）7月27日 - 建設事業許可。（当初工期:1989年8月1日から1994年3月31日まで）
- 1991年（平成3年）8月22日 - 中野工事事務所、長野県中野合同庁舎に移転。
- 1992年（平成4年）1月28日 - 工事安全祈願祭。
- 1993年（平成5年）4月15日 - 中野トンネル（720 m）貫通。
- 1993年（平成5年）10月13日 - 事業変更を長野県議会が議決。（事業費を増額、有料区間を2.7kmから2.6kmに、工期を1995年3月31日までに変更）
- 1994年（平成6年）2月21日 - 事業変更許可申請。（同年3月11日変更許可）
- 1995年（平成7年）2月24日 - 完成年月日変更（1995年3月31日から同年3月15日）を承認。
- 1995年（平成7年）3月16日 - 供用開始。
- 1995年（平成7年）4月1日 - 志賀中野有料道路管理事務所発足。
- 1995年（平成7年）4月20日 - 管理事務所開所。
- 2002年（平成14年）7月1日 - 7月28日 - 夜間（22時 - 6時）無料化実験実施。
- 2003年（平成15年）5月29日 - 2004年（平成16年）3月31日 - 終日料金値下げ実験実施。（全車種100円）
- 2006年（平成18年）4月1日 - 2025年（令和7年）3月15日 - 夜間（22時 - 6時）無料化、昼間料金値下げ（100円）実験実施。
- 2025年（令和7年）3月15日 - 料金徴収期間満了[5]。翌16日0時より無料開放[1]。

## 交差・接続する路線
- 国道292号
- 国道403号
- 長野県道29号中野豊野線（志賀フルーツライン）
- 長野県道505号三水中野線
- E18 上信越自動車道 - 信州中野IC